# Heinrich Haussler
Heinrich Haussler (Inverell, 25 februari 1984) is een Duits-Australisch voormalig wielrenner, beroeps van 2005 tot 2023. Haussler heeft een Duitse vader en een Australische moeder, maar hij is opgegroeid in Australië en kwam sinds 2011 uit voor dit land.

## Biografie

### Jeugd
Haussler werd geboren en groeide op in Inverell. Als veertienjarige verhuisde hij naar Duitsland, deels om zijn droom om een professioneel wielrenner te worden te vervullen.

### Carrière
Heinrich Haussler werd in 2005 professioneel wielrenner en won als neoprof een etappe in de Ronde van Spanje 2005. Het jaar erop won Haussler vijf ritten in kleinere rondes. Sinds 2007 specialiseert Haussler zich vooral op het voorjaar. Dat leidde in 2009 tot een tweede plaats in de Ronde van Vlaanderen 2009, waar Haussler de spurt won van een achtervolgend groepje achter winnaar Stijn Devolder, en een tweede plaats in Milaan-San Remo 2009, waar Haussler met slechts millimeters verschil een sprint met twee verloor tegen Mark Cavendish. Zijn goede vorm trok hij door tot de Ronde van Frankrijk waar hij zijn grootste overwinning tot nu toe behaalde; de dertiende etappe. In 2010 gaf Haussler zijn Duitse burgerschap op. Sindsdien rijdt hij voor Australië.
Haussler stopte begin april 2023 met professioneel wielrennen als renner van Bahrain-Victorious. Dit was niet Hausslers wens ondanks zijn hoge leeftijd van 39 jaar. Echter, hartproblemen noopten hem tot stoppen met sporten aan een hoge intensiteit.

## Palmares

### Overwinningen
2005
19e etappe Ronde van Spanje
2006
1e en 5e etappe Ronde van Murcia
3e etappe Ronde van Rijnland-Palts
2e en 4e etappe Circuit Franco-Belge
2007
5e etappe Ronde van Nedersaksen
1e etappe Dauphiné Liberé
2008
5e etappe Ronde van Beieren
2009
1e en 5e etappe Ronde van de Algarve
2e etappe Parijs-Nice
GP Triberg-Zwarte Woud
13e etappe Ronde van Frankrijk
5e etappe Ronde van Poitou-Charentes
2010
2e etappe Ronde van Zwitserland
2011
2e en 3e etappe Ronde van Qatar
2e etappe Ronde van Peking
2013
5e etappe Ronde van Beieren
2014
1e etappe Ronde van Beieren
2015
 Australisch kampioen op de weg, Elite

### Resultaten in voornaamste wedstrijden
| Jaar | Ronde van Italië | Ronde van Frankrijk | Ronde van Spanje |
| ---- | ---------------- | ------------------- | ---------------- |
| 2005 |                  |                     | 54e (1)          |
| 2006 |                  |                     | 92e              |
| 2007 |                  | 129e                |                  |
| 2008 |                  | 125e                | opgave           |
| 2009 |                  | 95e (1)             |                  |
| 2010 |                  |                     |                  |
| 2011 |                  |                     | 103e             |
| 2012 |                  |                     |                  |
| 2013 |                  |                     |                  |
| 2014 |                  | opgave              |                  |
| 2015 | 107e             |                     |                  |
| 2016 | 98e              |                     |                  |
| 2017 |                  |                     |                  |
| 2018 |                  | 125e                |                  |
| 2019 |                  |                     | 132e             |
| 2020 |                  |                     |                  |
| 2021 |                  |                     |                  |
| 2022 |                  |                     |                  |

| Jaar | Milaan-San Remo | Gent-Wevelgem | Ronde van Vlaanderen | Parijs-Roubaix | Amstel Gold Race | Luik-Bast.‑Luik | Ronde van Lombardije | Dwars door Vlaanderen | E3 Harelbeke | Omloop Het Nieuwsblad |  | WK op de weg |  | Wereldranglijsten |
| ---- | --------------- | ------------- | -------------------- | -------------- | ---------------- | --------------- | -------------------- | --------------------- | ------------ | --------------------- |  | ------------ |  | ----------------- |
| 2005 |                 |               | 89e                  | 25e            | 43e              |                 | opgave               |                       |              |                       |  |              |  | 120e (UPT)        |
| 2006 | 35e             | 11e           |                      | 73e            | 70e              |                 |                      |                       |              |                       |  |              |  |                   |
| 2007 |                 |               | 107e                 | opgave         |                  |                 |                      |                       | opgave       |                       |  |              |  | 196e (UPT)        |
| 2008 | 130e            | 9e            | 91e                  | 58e            | opgave           |                 |                      |                       | 25e          |                       |  |              |  | 103e (UPT)        |
| 2009 | ↑               | opgave        | ↑                    | 7e             |                  |                 |                      | 4e                    | 16e          | 8e                    |  |              |  | 16e (UWK)         |
| 2010 |                 |               |                      |                |                  |                 |                      |                       | opgave       | ↑                     |  |              |  | 199e (UWK)        |
| 2011 | 18e             |               | 61e                  | opgave         |                  |                 |                      | 43e                   | 7e           |                       |  | 42e          |  | 125e (UWT)        |
| 2012 | 68e             |               | 30e                  | 32e            |                  |                 |                      | 102e                  | 93e          | 4e                    |  | 73e          |  | 70e (UWT)         |
| 2013 | 13e             | 4e            | 6e                   | 11e            |                  |                 |                      |                       | 11e          | 19e                   |  |              |  |                   |
| 2014 | 68e             | opgave        |                      | 91e            |                  |                 |                      |                       | 81e          | 79e                   |  | opgave       |  |                   |
| 2015 | 80e             | opgave        | 26e                  | 80e            |                  |                 |                      |                       | 84e          | 33e                   |  | 44e          |  |                   |
| 2016 | 7e              | opgave        | opgave               | 6e             |                  |                 |                      |                       | 16e          | 66e                   |  | opgave       |  |                   |
| 2017 |                 |               |                      |                |                  |                 |                      |                       |              |                       |  | 93e          |  | 308e (UWT)        |
| 2018 | 33e             | 49e           | 25e                  | 20e            |                  |                 |                      | 23e                   | 19e          |                       |  |              |  | 178e (UWT)        |
| 2019 | 106e            | opgave        | 33e                  | 14e            |                  |                 |                      | 10e                   | 59e          |                       |  |              |  | 716e (UWR)        |
| 2020 |                 |               |                      |                |                  |                 |                      |                       |              | 22e                   |  |              |  | 522e (UWR)        |
| 2021 | 157e            | 29e           | 20e                  | 10e            | opgave           | opgave          |                      | 18e                   | 31e          | 4e                    |  |              |  |                   |
| 2022 |                 | 50e           | opgave               |                |                  |                 |                      | 108e                  | 25e          | 22e                   |  | 67e          |  |                   |

### Resultaten in kleinere rondes
| Jaar | Ronde van Qatar | Ronde van de Algarve | Parijs-Nice | Ronde van Beieren |
| ---- | --------------- | -------------------- | ----------- | ----------------- |
| 2005 |                 |                      |             |                   |
| 2006 |                 |                      |             |                   |
| 2007 |                 |                      | opgave      | 105e              |
| 2008 |                 |                      |             | 50e (1)           |
| 2009 | ↑               | 11e (2)              | 54e (1)     | 33e               |
| 2010 | 9e              | opgave               | opgave      |                   |
| 2011 | ↑ (2)           |                      | 63e         | 29e               |
| 2012 |                 | 57e                  | 80e         |                   |
| 2013 | 34e             |                      | 56e         | 15e (1)           |
| 2014 | 62e             |                      |             | 47e (1)           |
| 2015 | 8e              |                      | opgave      |                   |
| 2016 |                 | 69e                  | opgave      |                   |
| 2017 |                 |                      |             |                   |

## Ploegen
- 2004 –  T-Mobile Team (stagiair vanaf 1-9)
- 2005 –  Team Gerolsteiner
- 2006 –  Team Gerolsteiner
- 2007 –  Team Gerolsteiner
- 2008 –  Team Gerolsteiner
- 2009 –  Cervélo TestTeam
- 2010 –  Cervélo TestTeam
- 2011 –  Team Garmin-Cervélo
- 2012 –  Team Garmin-Barracuda
- 2013 –  IAM Cycling
- 2014 –  IAM Cycling
- 2015 –  IAM Cycling
- 2016 –  IAM Cycling
- 2017 –  Bahrain-Merida
- 2018 –  Bahrain-Merida
- 2019 –  Bahrain-Merida
- 2020 –  Bahrain McLaren
- 2021 –  Bahrain-Victorious
- 2022 –  Bahrain-Victorious
- 2023 –  Bahrain Victorious (tot 7/4)

Aerts ·
Aldag ·
Baumann ·
Botero ·
Evans ·
Guerini ·
Hiekmann ·
Ivanov ·
Jakovlev ·
Kessler ·
Klier ·
Klöden ·
Konečný ·
Korff ·
Nardello ·
Savoldelli ·
Schaffrath ·
Schmitz ·
Schreck ·
Steinhauser ·
Ullrich  ·
Vinokoerov ·
Werner ·
Wesemann ·
Zabel ·
Burghardt (stagiair) ·
Haussler (stagiair) 
Förster ·
Fothen ·
Haselbacher ·
Høj ·
Hondo (tot 14/04) ·
Krauß ·
Lang ·
Leipheimer ·  
Moletta ·  
Montgomery ·
Ordowski ·
Peschel ·
Rebellin ·
Rich · 
Russ ·  
Schmidt ·
Scholz · 
Serpellini ·
Strauss ·
Totschnig ·
Wegmann ·
Wrolich ·
B. Zberg ·
M. Zberg ·
Ziegler ·
Haussler (stagiair) ·
Martin (stagiair) ·
Meschenmoser (stagiair) ·
Muck (stagiair) 
Förster ·
M. Fothen ·
T. Fothen ·
Haselbacher ·
Haussler ·
Hiekmann ·
Høj ·
Kopp ·
Krauß ·
Lang ·
Leipheimer ·  
Moletta ·  
Montgomery ·
Ordowski ·
Rebellin ·
Rich · 
Russ ·  
Scholz · 
Schumacher · 
Strauss ·
Totschnig ·
Wegmann ·
Wrolich ·
B. Zberg ·
M. Zberg ·
Fröhlinger (stagiair) ·
Keinath (stagiair) 
Förster ·
M. Fothen ·
T. Fothen ·
Fröhlinger ·
Gatto ·
Haussler ·
Hiekmann ·
Klinger ·
Kohl ·
Kopp ·
Krauß ·
Lang ·
Moletta ·  
Ordowski ·
Rebellin ·
Russ ·  
Scholz · 
Schumacher · 
Stamsnijder · 
Strauss ·
Wegmann ·
Westphal ·
Wrolich ·
Zaugg ·
B. Zberg ·
M. Zberg ·
Frank (stagiair) ·
Wagner (stagiair) 
De Bonis ·
Förster ·
M. Fothen ·
T. Fothen ·
Frank ·
Fröhlinger ·
Gatto ·
Haussler ·
Klinger ·
Kohl ·
Krauß ·
Lang ·
Moletta ·  
Ordowski ·
Rebellin ·
Russ ·  
Scholz · 
Schreck ·
Schumacher · 
Stamsnijder · 
Wegmann ·
Westphal ·
Wrolich ·
Zaugg ·
Zberg
Cuesta · Deignan · Fleeman · Florencio · Gerrans · Gómez Marchante · Hammond · Haussler · Hoestov · Hunt · Hushovd · King · Klier · Konovalovas · Lancaster · Lloyd · Novoa · Pauwels · Pujol · Rasch · Reimer · Rollin · Roulston · Sastre · Wyss · Appollonio (stagiair)
Appollonio · Bos · Cuesta · Correia · Deignan · Denifl · Florencio · Hammond · Haussler · Hoestov · Hunt · Hushovd  · King · Klier · Konovalovas · Lancaster · Lloyd · Novoa · Pujol · Rasch · Reimer · Rollin · Sastre · Tondó · Wyss · Teklehaimanot (stagiair) · Wetterhall (stagiair)
Bobridge ·
Danielson · 
Dean ·
Farrar ·
Fischer ·
Hammond ·
Haussler ·
Hesjedal ·
Hushovd  ·
Klier ·
Kreder ·
Lancaster ·
Le Mével ·
Lloyd ·
Maaskant ·
Martin ·
C. Meyer ·
T. Meyer ·
Millar · 
Navardauskas ·
Peterson ·
Rasch ·
Stetina ·
Talansky ·
Vande Velde ·
Vanmarcke ·
Vansummeren ·
Wilson ·
Zabriskie ·
Summerhill (stagiair) 
Bauer ·
Danielson · 
Dekker ·
Farrar ·
Fernández ·
Fischer ·
Haas ·
Haussler ·
Hesjedal ·
Howes ·
Hunter ·
Klier ·
M. Kreder ·
R. Kreder ·
Le Mével ·
Maaskant ·
Martin ·
Millar · 
Navardauskas ·
Peterson ·
Rasmussen (tot 31/07) ·
Rathe ·
Rosseler ·
Stetina ·
Talansky ·
Vande Velde ·
Vanmarcke ·
Vansummeren ·
Wegmann ·
Zabriskie ·
Morton (stagiair) ·
Scully (stagiair) ·
Von Hoff (stagiair) 
Aregger · 
Bandiera ·
Brändle · 
Cusin · 
Denifl · 
Elmiger · 
Fumeaux · 
Goddaert · 
Haussler · 
Hinault · 
Hollenstein · 
Ista · 
Klemme · 
Lang · 
Larsson · 
Löfkvist · 
Pelucchi · 
Pliușchin · 
Reichenbach · 
Saramotins · 
Schelling · 
Tschopp · 
Wyss
Aregger · Brändle · Chavanel · Denifl · Elmiger · Frank · Fumeaux · Goddaert (tot 18/02) · Haussler · Hinault · Hollenstein · Ista · Klemme · Kluge · Lang · Larsson · Löfkvist · Pelucchi · Pineau · Reichenbach · Reynés · Saramotins · Schelling · Tschopp · Wyss
Aregger · Brändle · Chavanel · Chevrier · Clement · Coppel · Degand · Denifl · Devenyns · Elmiger · Enger · Frank · Fumeaux · Haussler · Hollenstein · Kluge · Lang · Pantano · Pellaud · Pelucchi · Pineau · Reichenbach · Reynés · Saramotins · Schelling · Tanner · Vangenechten · Warbasse · Wyss
Aregger · Brändle · Chevrier · Clement · Coppel · Denifl · Devenyns · Elmiger · Enger · Frank · Fumeaux · Haussler · Hollenstein · Howard · Kluge · Laengen · Lang · Naesen · Pantano · Pellaud · Pelucchi · Reynés · Saramotins · Tanner · Vangenechten · Warbasse · Wyss · Zaugg
Agnoli · Arashiro · Boaro · Bole · Bonifazio · Božič · Brajkovič · Cink · Colbrelli · Feng · García · Gasparotto · Grmay · Haussler · Insausti · Izagirre · Moreno · Navardauskas · A. Nibali · V. Nibali · Novak · Pellizotti · Per · Pibernik · Siwtsow · Visconti · Wang · Garosio (stagiair) · Padoen (stagiair) · Toniatti (stagiair)
Agnoli · Arashiro · Boaro · Bole · Bonifazio · Božič · Colbrelli · Feng · García · Gasparotto · Haussler · G. Izagirre · J. Izagirre · Koren · Mohorič · Navardauskas · A. Nibali · V. Nibali · Novak · Padoen · Pellizotti · Per · Pernsteiner · Pibernik · Pozzovivo · Siwtsow · Visconti · Wang
Agnoli · Arashiro · Bauhaus · Bole · Caruso · Colbrelli · Dennis     · Feng · García · Garosio · Haussler · Koren · Mohorič · A. Nibali · V. Nibali · Novak · Padoen · Pernsteiner · Pibernik · Pozzovivo · Sieberg · Teuns · Tratnik · Wang · Williams
Arashiro · Battaglin · Bauhaus · Bilbao · Bole · Buitrago · Capecchi · Caruso · Cavendish · Colbrelli · Davies · Feng · García Cortina · Haller · Haussler · Inkelaar · Landa · Mohorič · Novak · Padoen · Pernsteiner · Pibernik · Poels · Sieberg · Teuns · Tratnik · Valls · Williams · Wright
Arashiro · Bauhaus · Bilbao · Buitrago · Capecchi · Caruso · Colbrelli  · Davies · Feng · Jack · Haller · Haussler · Inkelaar · Landa · Madan · Mäder · Milan· Mohorič · Novak · Padoen · Pernsteiner · Poels · Sieberg · Teuns · Tratnik · Valls · Williams · Wright
Arashiro · Bauhaus · Bilbao · Buitrago · Caruso · Colbrelli · Feng · Govekar (vanaf 1/6) · Gradek · Haig · Haussler · Landa · Maciejuk · Madan · Mäder · Milan· Mohorič · Novak · Osorio (tot 31/3) · Pernsteiner · Poels · Price-Pejtersen · Sánchez · Sütterlin · Teuns (tot 4/8) · Tratnik · Williams · Wright · Zambanini · Miholjević (stagiair)
Arashiro · Arndt · Bauhaus · Bilbao · Buitrago · Buratti (vanaf 12/4) · Caruso · Govekar · Gradek · Haig · Haussler (tot 7/4) · Kepplinger · Landa · Maciejuk · Madan · Mäder (overleden 16/7) · Miholjević · Milan· Mohorič · Pasqualon · Pernsteiner · Poels · Price-Pejtersen · Rajović · Scott · Sütterlin · Tiberi (vanaf 1/6) · Tu · Wright · Zambanini